# Erebegraafplaats Tanggok

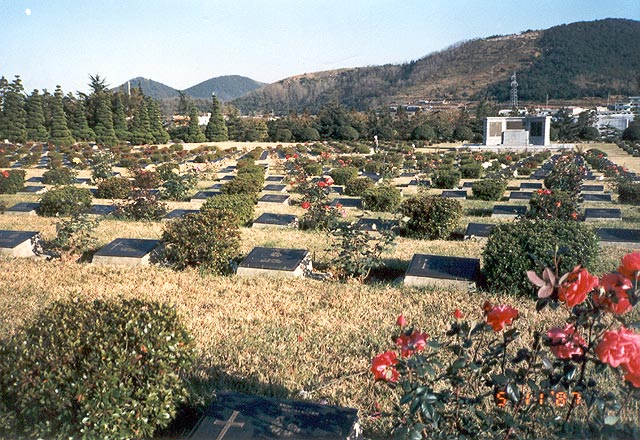
Erebegraafplaats Tanggok

Erebegraafplaats Tanggok (Engels: United Nations Memorial Cemetery) is een ereveld in Tanggok, Zuid-Korea.
Op deze rustplaats liggen 2.299 soldaten begraven onder wie 117 Nederlanders. Het ereveld is eigendom van de Verenigde Naties.

## Achtergrond
Na de Tweede Wereldoorlog ontstond de strijd om tweedeling van Korea te voorkomen. Het zuiden werd gesteund door de Verenigde Naties, het noorden werd geholpen door China. Toen het zuiden dreigde te vallen, besloten de Verenigde Naties een nog grotere troepenmacht te sturen. Hieraan deden elf lidstaten mee waaronder ook Nederland. 